# Marcin Kamiński
Pour les articles homonymes, voir Kaminski.
Marcin Kamiński, né le 15 janvier 1992 à Konin, est un footballeur international polonais qui joue au poste de défenseur central au Wisła Płock.

## Biographie

### Débuts au Lech Poznań
Formé au Lech Poznań, Marcin Kamiński intègre le groupe professionnel en 2009. D'abord laissé à disposition de l'équipe réserve, il joue son premier match avec l'équipe première le 29 septembre 2009, contre le Stal Stalowa Wola en Coupe de Pologne. Un mois plus tard, il fait ses débuts en Ekstraklasa, face au Ruch Chorzów, et prend part à quelques secondes du match. Il devient alors le deuxième plus jeune joueur du Lech Poznań à avoir joué un match de première division. Remplaçant une nouvelle fois lors de la journée suivante, Kamiński apparaît pour la première fois dans le onze de départ le 5 décembre contre le Piast Gliwice.

### VfB Stuttgart
Le 7 juin 2016, il rejoint le club du VfB Stuttgart pour 3 ans.

## Palmarès
- Vainqueur de la Supercoupe de Pologne : 2009
- Champion de Pologne : 2010

  VfB Stuttgart (1)
- Championnat d'Allemagne de D2 (1)
  - Champion : 2017

 Schalke 04 (1)
- Championnat d'Allemagne de D2 (1)
  - Champion : 2022